# Mornos
Mornos (řecky Μόρνος) je řeka v centrálním Řecku, dlouhá 70 km. Rozloha povodí činí 1180 km². Ve starověku nesla název Hylaithos.
Pramení v pohoří Oité nedaleko vesnice Mavrolithari, teče k jihozápadu a tvoří přírodní hranici mezi regionálními jednotkami Fókida a Aitólie-Akarnánie. Protéká hlubokým lesnatým údolím a vlévá se do Korintského zálivu. V deltě se nacházejí mokřady, zařazené do programu Natura 2000; bylo zde napočítáno 189 druhů ptáků a vyskytuje se zde kriticky ohrožený samaruk řecký. Západně od ústí řeky leží město Nafpaktos.
Nedaleko Lefkaditi byla v roce 1979 vybudována přehradní nádrž o objemu vody 17 milionů m³, která je propojena tunelem s povodím řeky Evinos. Systém slouží jako zdroj pitné vody pro Athény.